# Municipio de Lima (Minnesota)
El municipio de Lima (en inglés: Lima Township) es un municipio ubicado en el condado de Cass en el estado estadounidense de Minnesota. En el año 2010 tenía una población de 101 habitantes y una densidad poblacional de 1,09 personas por km².

## Geografía
El municipio de Lima se encuentra ubicado en las coordenadas 47°0′24″N 93°48′4″O / 47.00667, -93.80111. Según la Oficina del Censo de los Estados Unidos, el municipio tiene una superficie total de 92.94 km², de la cual 91,41 km² corresponden a tierra firme y (1,65 %) 1,53 km² es agua.

## Demografía
Según el censo de 2010, había 101 personas residiendo en el municipio de Lima. La densidad de población era de 1,09 hab./km². De los 101 habitantes, el municipio de Lima estaba compuesto por el 95,05 % blancos, el 0,99 % eran afroamericanos y el 3,96 % eran de una mezcla de razas. Del total de la población el 2,97 % eran hispanos o latinos de cualquier raza.